# Chirurgia przez naturalne otwory ciała
Chirurgia przez naturalne otwory ciała (ang. Natural Orifice Transluminal Endoscopic  Surgery, NOTES) – eksperymentalna technika chirurgiczna polegająca na wykorzystaniu naturalnych otworów ciała celem uzyskania dostępu operacyjnego do narządów jamy brzusznej.

## Opis
Operator wprowadzając giętki endoskop operacyjny poprzez ścianę żołądka (dostęp transgastralny), odbytnicy (dostęp transrektalny) lub pochwy (dostęp transwaginalny) do jamy otrzewnowej jest w stanie wykonać zabieg operacyjny bez konieczności nacinania powłok brzucha. Pozwala to na uzyskanie szeregu korzyści dla pacjenta takich jak: zdecydowanie lepszy efekt kosmetyczny, mniejsze zapotrzebowanie na leki przeciwbólowe w okresie pooperacyjnym oraz szybszy powrót do zdrowia i normalnej aktywności fizycznej w porównaniu z dotychczasowymi metodami operacyjnymi. 
Akronim NOTES został wprowadzony w 2005 podczas spotkania założycielskiego komitetu NOSCAR, który organizuje i koordynuje prace badawcze nad NOTES na terenie Ameryki Północnej i Południowej. Pierwsze doniesienia na temat nowej techniki w oparciu o doświadczenia na modelu zwierzęcym przedstawił w roku 2003 Anthony Kalloo ze Stanów Zjednoczonych. Rok później w Indiach G.V. Rao i N. Reddy przeprowadzili pierwszy zabieg przezżołądkowej appendektomii u człowieka. W 2007 Marescaux ze Strasburga wykonał pierwszą w pełni przezpochwową cholecystektomię. Miesiąc wcześniej podobne zabiegi  ale wykorzystujące dodatkowo narzędzia wprowadzone przez powłoki skórne przeprowadził  zespół R. Zorrona z Rio de Janeiro. Pierwszą operacja NOTES u człowieka na terenie Stanów Zjednoczonych miała miejsce w 2007 kiedy to L. Swanstrom  wykonał po raz pierwszy na świecie przezżołądkową cholecystektomię.
Obecnie prace badawcze koncentrują się na prowadzeniu pierwszych prób klinicznych na pacjentach oraz na kontynuacji dalszych badań na materiale zwierzęcym m.in. na wypracowaniu bezpiecznej metody zamykania dostępu operacyjnego przez przewód pokarmowy.
Pierwszy w Polsce zabieg operacyjny w technice NOTES został wykonany 5 stycznia 2009 roku przez zespół Macieja Michalika z Oddziału Chirurgii Ogólnej i Naczyniowej Szpitala Specjalistycznego w Wejherowie.